# Шомберцька ТЕС
Шомберцька теплоелектростанція (пол. Elektrociepłownia Szombierki, нім. Kraftwerk Oberschlesien, раніше електростанція Бобрек) — теплоелектростанція, що знаходиться в районі Битом, Польща. Площа історичного комплексу становить приблизно 17,88 га. Станція внесена до реєстру нерухомих пам'яток Сілезького воєводства. Разом із ТЕЦ Меховіце створюють комбінований теплоелектростанційний комплекс «Битом». Із 2016 року власником об'єкта є компанія Rezonator S.A., що базується в Гливицях.
У 1995–1998 роках Шомберцька ТЕЦ поступово зупиняє виробництво електроенергії. Згодом будівля стає резервним джерелом системи опалення міста. Остаточна зупинка виробництва на заводі відбулася в жовтні 2011 року. Деякі частини комплексу відкриті для невеликих екскурсій.

## Історія
Будівництво Шомберцької теплоелектростанції почалося після закінчення Першої світової війни. Спочатку завод планувався, як підприємство з виробництва пороху, що можна помітити по міцній і потужній конструкції, яка є типовою для військових будівель. Однак через попит на використання відходів вугілля на шахтах Бобрек (пол. Bobrek) і Шомберка (пол. Szombierki), підприємство було пристосоване для потреб електростанції. Інвестором була німецька компанія Schaffgotsch Bergwerksgesellschaft GmbH. Що стосувалося оборони електростанцій, то там повинні стояти бронепоїзди, які повинні були перешкодити захопленню стратегічного об'єкта. Весь будівельний комплекс спроєктували архітектори Георг та Еміль Цільмани.
Завод відкрився 29 листопада 1920 року. Першими запрацювали чотири котли Babcock та турбогенератор WUMAG потужністю 12,8 МВт. У наступні роки було запущено 19 котлів Steinmiller, Babcock-Wilcox і Babcock, а також чотири турбінні установки WUMAG і GMA WUMAG. 1925 року на вежі електростанції було встановлено чотиристоронній годинник Siemens und Halske. За найкращий період в історії, близько 1930 року — на заводі працювало понад 900 людей. Тоді це була одна з найбільших електростанцій в Європі. 1937 року було збудовано найвищу з трьох димохідних труб заввишки 120 метрів, в той час у 1939–1944 роках завод досяг максимальної потужності в 100 МВт.

Шомберцька теплоелектростанція була однією з перших фабрик, яка почала функціонувати після вступу Червоної армії у Битом у 1945 році. У тому ж році війська Червоної Армії демонтували частину техніки і перенесли їх вглиб Росії. Туди потрапили три котли, один турбінний комплекс та два трансформатори. 15 травня 1945 року завод був переданий польській владі. У ньому залишилися чотири турбінні установки та 20 котлів, що дозволило досягти потужності в 70 МВт. У 1947-1948 роках були встановлені три котли La Mont і два турбогенераторау Skoda-35 MW та I Brneńska. Завдяки цьому в 1955 році була досягнута потужність 108 МВт. Шомберцька теплоелектростанція тоді була однією із найбільших електростанцій в країні.

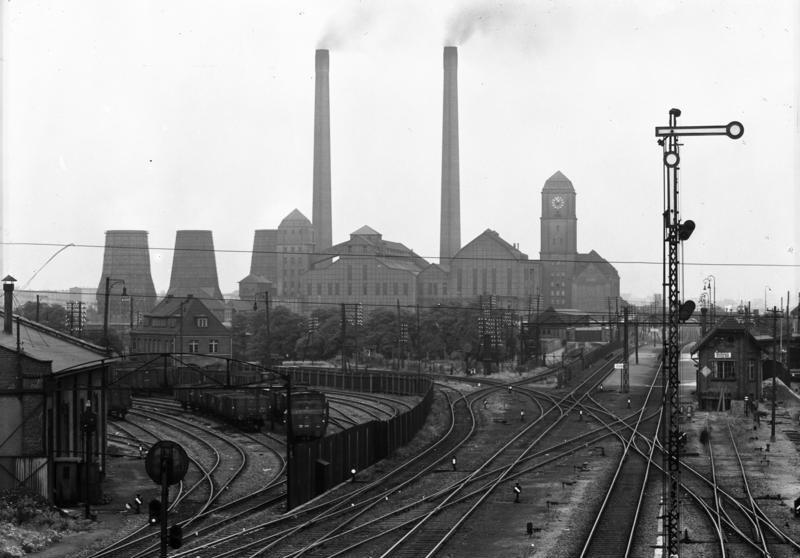
Вигляд станції в 1930 році

У сімдесяті роки завод перетворили з конденсаційної електростанції на ТЕЦ. У зв'язку з цим були розширені технологічні системи опалення і, зокрема, введено в експлуатацію: теплообмінники, «північний» і «південний» магістральні трубопроводи. 1974 року був запущений водогрійний котел WR-25, а система теплообмінника збільшилась до 106 МВт (в кінцевому підсумку 158 МВт). 
У 1993 році було засновано компанію ZEC Bytom S.A. та завершено будівництво головної магістралі Шомберцька ТЕЦ → «Меховіце» ТЕЦ, яка з'єднувала обидві установки з опалювальними і паровими трубопроводами. У 1995–1998 роках Шомберцька ТЕЦ закінчила виробництво електроенергії. Пізніше будівля була резервним джерелом системи опалення міста. Остаточна зупинка виробництва на заводі відбулася в жовтні 2011 року.

## Сьогодення та майбутнє

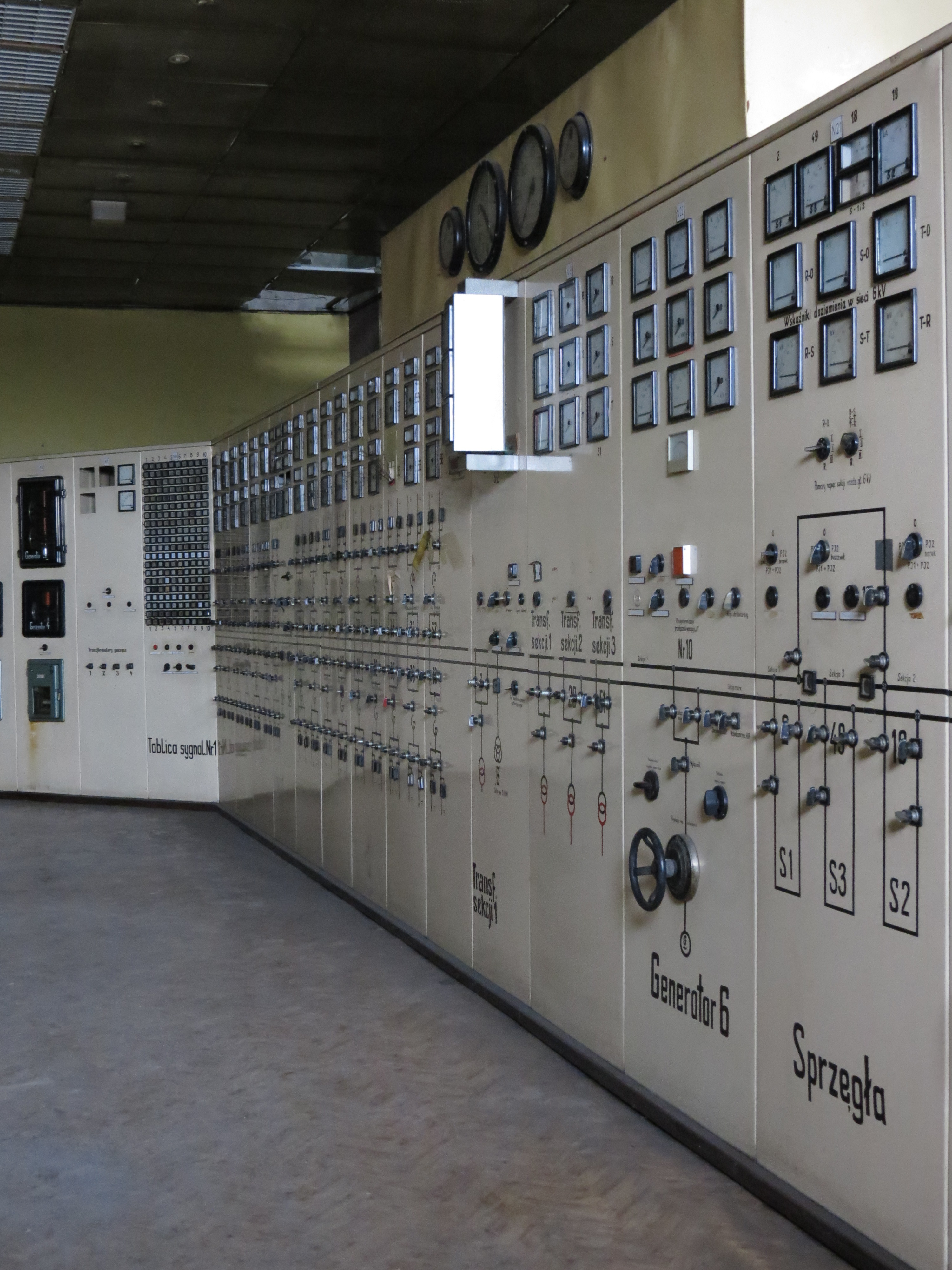
Інтер’єр диспетчерської кімнати

Шомберцька теплоелектростанція після 1998 року виробляла тепло влітку, в пікові періоди та у випадках аварій, коли проводився ремонт на теплоелектростанції в Меховіце,  У цей період установка мала два котли: WR-25 та OR-32, один турбінний комплект потужністю 8,8 МВт і один котел опалення потіжністю 29 МВт. Слідом за цим компанія ZEC Bytom S.A. зупиняє постачання енергії зі станції. Завдяки планам компанії, пов'язаними з заводом, ТЕЦ стала місцем різних культурних заходів. У найбільшому залі підприємства відбулися, серед іншого: Міжнародна конференція сучасного танцю, Гала-концерт Моцарта, Фестиваль Театроманія і Фестиваль високого мистецтва. Завдяки заходам, організованим на заводі, компанія ZEC Bytom S.A., 22 листопада 2006 року здобула нагороду «Мистецтво і бізнес» в категорії малих і середніх підприємств.

Інтер'єр головного залу

Через виведення виробництва з заводу виникла проблема використання унікального будівельного комплексу. ZEC Bytom S.A. планувал перетворити Шомберцьку теплоелектростанцію в динамічний культурний центр, поєднаний з торговим залом, конгрес-центром, виставковим приміщенням та готелем середнього класу. З цією метою було підписано документ з муніципальним відділенням в Битомі, відповідно до якого повинні були бути зроблені зусилля з виділення коштів для адаптації об'єкта. Водночас було проведено переговори з приватними інвесторами. 2010 року Шомберцька теплоелектростанція був включений в маршрут Сілезьких промислових пам'яток, потім в 2011 році завод був переданий фінському консорціуму Fortum, що призвело до закриття заводу і призупиненню культурної діяльності.
У січні 2013 року «Шомберцька теплоелектростанція» була внесена до Реєстру історичних пам'яток Сілезького воєводства під номером A/398/13, а в 2016 та 2017 років роках комплект був переданий компанії Rezonator S.A.